# Alajskaja Dolina
Alajskaja Dolina (ryska: Алайская Долина) är en dal i Kirgizistan.   Den ligger i oblastet Osj, i den sydvästra delen av landet, 400 km söder om huvudstaden Bisjkek.